# Comuna Mîroliubne, Starokosteantîniv
Mîroliubne (în ucraineană Миролюбне) este o comună în raionul Starokosteantîniv, regiunea Hmelnîțkîi, Ucraina, formată din satele Mîroliubne (reședința), Morozivka, Novoselîțea, Pidhirne și Verhneakî.

## Demografie
Componența lingvistică a comunei Mîroliubne
     Ucraineană (98,95%)
     Alte limbi (0,94%)
Conform recensământului din 2001, majoritatea populației comunei Mîroliubne era vorbitoare de ucraineană (98,95%), existând în minoritate și vorbitori de alte limbi.